# シレジア大学

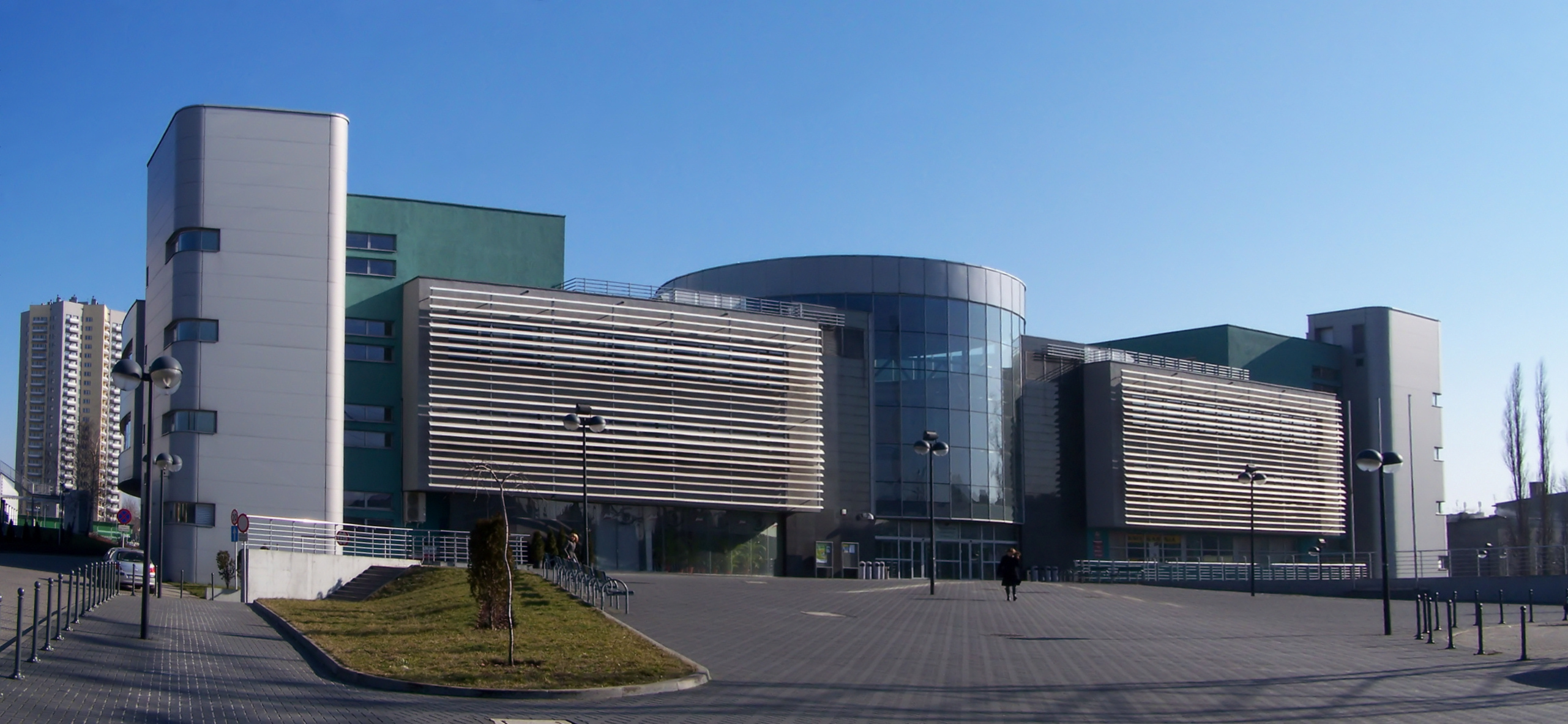
University of Silesia in Katowice

シレジア大学（シレジアだいがく、英: University of Silesia in Katowice、略称: US）は、ポーランド南部シロンスク県カトヴィツェにある国立総合大学である。別名シロンスク大学。ヨーロッパ大学連合の「Transform4Europe（T4E）」アライアンスのメンバー校である。
シロンスク地方はドイツ語由来では「シレジア」と呼び、メインキャンパスはポーランド南部最大都市のクラクフから電車で約50分ほどの距離にあるカトヴィツェに立地している。カトヴィツェ駅はワルシャワとウィーンを結ぶ鉄道の幹線上にあり、ヨーロッパの様々な国籍の列車が往来し、近郊にはカトヴィツェ国際空港もあることから、ヨーロッパ周辺国へのアクセスがしやすい。

## 歴史
1928年にカトヴィツェに設立された教育学研究所（Institute of Pedagogics）を起源とし、1950年に国立教育大学（National Pedagogical University）へ改組された。一方、1962年にポーランド最古の国立大学として名高いヤギェロン大学のカトヴィツェ分校として、数理系教育のため設立され、1968年に国立教育大学と合併し、シレジア大学となった。

## 学部
- 人文学部
- 法政学部
- 教育科学部
- 社会科学部
- 数理・化学学部
- コンピュータサイエンス・材料科学部
- バイオロジー・環境保護学部
- 地球科学部
- 哲学部
- 神学部
- 美術・音楽学部
- クシシュトフ・キェシロフスキ映画学校（Krzysztof Kieślowski Film School）

学生数は約27,000名程度であり、全分野で英語教育プログラムを提供している。QS世界大学ランキング2020で801-1000位、Perspektywy University Ranking 2022でポーランド国内でトップ30圏内となっている。
伝統ある教育・人文系と、理工系では材料工学・化学・生体医工学・情報科学の研究に力を入れている。シレジア大学は、ポーランド教育科学省が作成した研究インフラに関するロードマップに、野心的な科学研究を促進する70プロジェクトのうち10プロジェクトに従事する機関として含まれており、アメリカの学術誌PLOSバイオロジー誌によると、国際科学の発展に大きな影響力を持つ大学と評価されている。